# Casas del 647, 651-53 de la Quinta Avenida y 4 de la Calle 52
Las Casas del 647, 651-53 de la Quinta Avenida y 4 de la Calle 52 (en inglés: Houses at 647, 651-53 Fifth Avenue and 4 East 52nd Street) es un complejo de casas históricas ubicadas en Nueva York, Nueva York. La Casas del 647, 651-53 de la Quinta Avenida y 4 de la Calle 52 se encuentran inscritas en el Registro Nacional de Lugares Históricos desde el 8 de septiembre de 1983. 

## Ubicación
Las Casas del 647, 651-53 de la Quinta Avenida y 4 de la Calle 52 se encuentran dentro del condado de Nueva York en las coordenadas 40°45′34″N 73°58′36″O / 40.759444, -73.976667.